# Ironwood
Ironwood ist eine Kleinstadt (mit dem Status „City“) im Gogebic County im US-amerikanischen Bundesstaat Michigan. Das U.S. Census Bureau hat bei der Volkszählung 2020 eine Einwohnerzahl von 5.045 ermittelt.

## Geografie
Ironwood liegt im Westen der Oberen Halbinsel Michigans am Ostufer des die Grenze zu Wisconsin bildenden Montreal River, der in den Oberen See mündet.
Die geografischen Koordinaten von Ironwood sind 46°27′17″ nördlicher Breite und 90°10′16″ westlicher Länge. Das Stadtgebiet erstreckt sich über eine Fläche von 16,63 km².
Benachbarte Orte von Ironwood sind die Zwillingsstadt Hurley in Wisconsin (auf der gegenüberliegenden Seite des Montreal River), Montreal in Wisconsin (6,8 km südwestlich) und Bessemer (10,8 km ostnordöstlich) und Wakefield (19,8 km in der gleichen Richtung).
Die nächstgelegenen größeren Städte sind Sault Ste. Marie in der kanadischen Provinz Ontario (498 km ostnordöstlich, gegenüber von Sault Ste. Marie, Michigan), Green Bay am Michigansee in Wisconsin (351 km südöstlich), Wausau in Wisconsin (201 km südlich), die Twin Cities in Minnesota (361 km südwestlich) und Duluth am Oberen See in Minnesota (174 km westnordwestlich).

## Verkehr
Der U.S. Highway 2 verläuft in West-Ost-Richtung als Hauptstraße durch Ironwood. Alle weiteren Straßen sind untergeordnete und teils unbefestigte Fahrwege sowie innerörtliche Verbindungsstraßen.
Mit dem Gogebic-Iron County Airport befindet sich 10,7 km nordnordöstlich der nächste Regionalflughafen. Die nächstgelegenen größeren Flughäfen sind der Duluth International Airport (183 km westnordwestlich) und der Central Wisconsin Airport bei Wausau (220 km südlich). Der nächste internationale Großflughafen ist der Minneapolis-Saint Paul International Airport (374 km südwestlich).

## Copper Peak

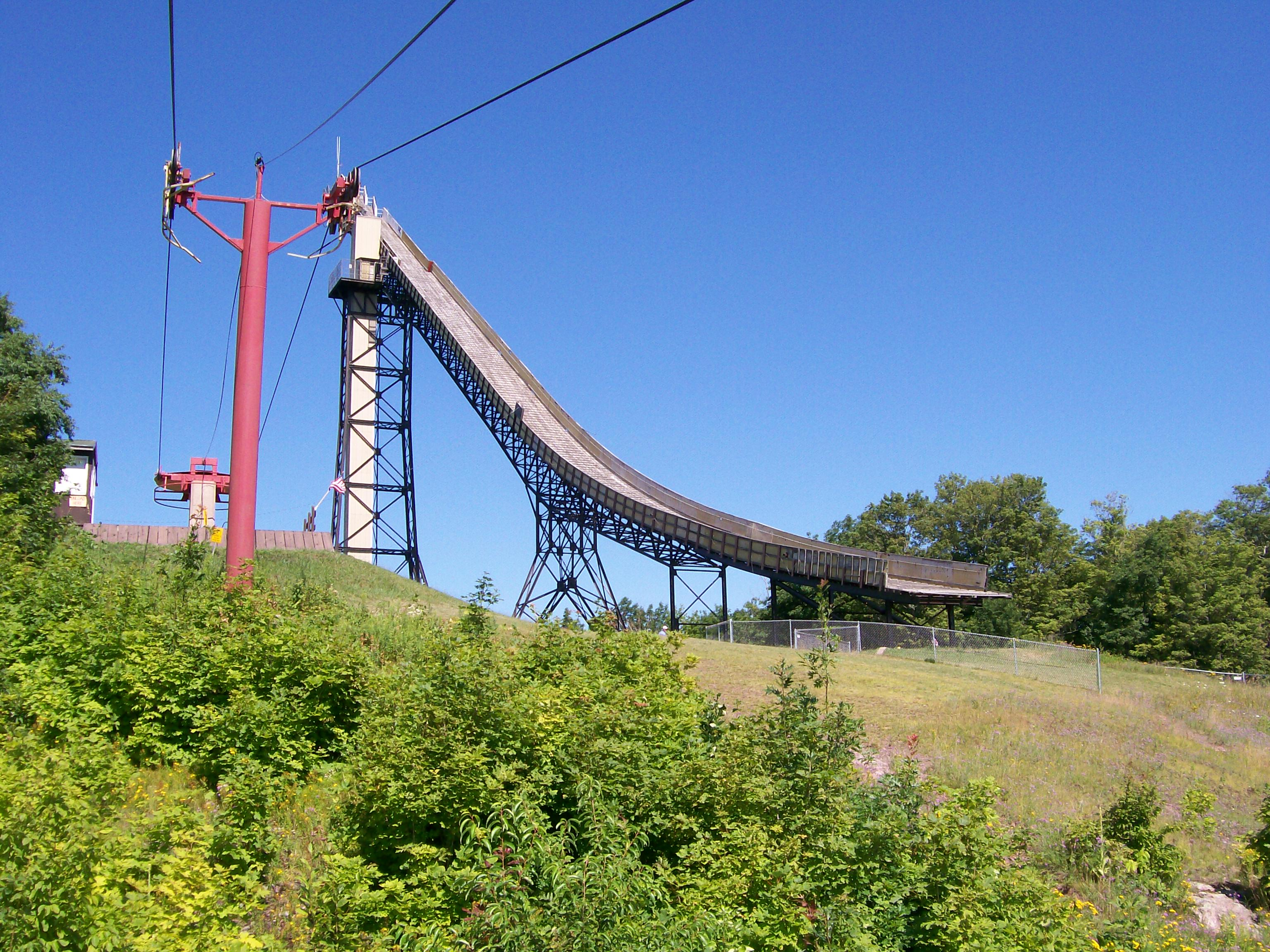
Copper Peak

23 km nordnordöstlich von Ironwood befindet sich mit der 1970 eingeweihten Copper Peak die weltweit kleinste Skiflugschanze, die von der FIS homologiert wurde.

## Bevölkerung
Nach der Volkszählung im Jahr 2010 lebten in Ironwood 5387 Menschen in 2520 Haushalten. Die Bevölkerungsdichte betrug 323,9 Einwohner pro Quadratkilometer. In den 2520 Haushalten lebten statistisch je 2,09 Personen.
Ethnisch betrachtet setzte sich die Bevölkerung zusammen aus 96,0 Prozent Weißen, 0,5 Prozent Afroamerikanern, 1,1 Prozent amerikanischen Ureinwohnern, 0,2 Prozent Asiaten sowie 0,3 Prozent aus anderen ethnischen Gruppen; 1,8 Prozent stammten von zwei oder mehr Ethnien ab. Unabhängig von der ethnischen Zugehörigkeit waren 1,2 Prozent der Bevölkerung spanischer oder lateinamerikanischer Abstammung.
19,3 Prozent der Bevölkerung waren unter 18 Jahre alt, 59,0 Prozent waren zwischen 18 und 64 und 21,7 Prozent waren 65 Jahre oder älter. 51,9 Prozent der Bevölkerung waren weiblich.
Das mittlere jährliche Einkommen eines Haushalts lag bei 28.776 USD. Das Pro-Kopf-Einkommen betrug 21.089 USD. 23,8 Prozent der Einwohner lebten unterhalb der Armutsgrenze.

## Persönlichkeiten
- William C. Gribble Jr. (1917–1979), Generalleutnant der United States Army